# Coburgův palác
Coburgův palác (slovensky Coburgov palác) je administrativní budova na Dostojevského nábřeží 1 na Starém Městě v Bratislavě. Je to funkcionalistická budova, vybudovaná byla v roce 1938. Má půdorys ve tvaru písmene L, třítraktní dispozici, má 8 podlaží a sklep. 
Autory stavby jsou Emil Belluš, Fridrich Weinwurm a Ignác Vécsei.
Na budově se vpravo od vchodu nachází pamětní tabule politika Karola Šmidkeho (1897–1952). Umístěna sem byla 26. srpna 1964. Autorem pamětní tabule je V. Remeň.